# Liste der Mitglieder des Althing 2024
Diese Liste der Abgeordneten im Althing listet die Abgeordneten des isländischen Parlaments Althing direkt nach der Parlamentswahl vom 30. November 2024 auf.
Von den 63 Mandaten entfielen 15 auf die Allianz, 14 auf die Unabhängigkeitspartei, 11 auf Viðreisn, 10 auf Flokkur fólksins, 8 auf die Zentrumspartei und 5 auf die Fortschrittspartei. Damit sind sechs Parteien im Althing vertreten, zwei weniger als nach der Wahl 2021. Nicht mehr vertreten sind die Píratar und die Links-Grüne Bewegung, die beide erneut zur Wahl angetreten waren, aber keine Sitze mehr erringen konnten. Neue Parteien sind bei dieser Wahl nicht ins Althing eingezogen. 34 Abgeordnete zogen neu ins Althing ein, wobei einige der Neugewählten schon in früheren Wahlperioden dem Althing angehörten oder Ersatzleute waren.
| Name                              | Fraktion              | Kommentar |
| --------------------------------- | --------------------- | --- |
| Alma D. Möller                    | Allianz               | Gesundheitsministerin |
| Arna Lára Jónsdóttir              | Allianz               | |
| Ása Berglind Hjálmarsdóttir       | Allianz               | |
| Áslaug Arna Sigurbjörnsdóttir     | Unabhängigkeitspartei | |
| Ásthildur Lóa Þórsdóttir          | Flokkur fólksins      | Ministerin für Bildung und Kinderbelange bis 20. März 2025                                                                    |
| Bergþór Ólason                    | Zentrumspartei        | |
| Bjarni Benediktsson               | Unabhängigkeitspartei | Vorsitzender der Unabhängigkeitspartei bis Anfang 2025. Hat auf seinen Sitz verzichtet, Nachrücker im Althing: Jón Gunnarsson |
| Bryndís Haraldsdóttir             | Unabhängigkeitspartei | |
| Dagbjört Hákonardóttir            | Allianz               | |
| Dagur B. Eggertsson               | Allianz               | |
| Diljá Mist Einarsdóttir           | Unabhängigkeitspartei | |
| Eiríkur Björn Björgvinsson        | Viðreisn              | |
| Eydís Ásbjörnsdóttir              | Allianz               | |
| Eyjólfur Ármannsson               | Flokkur fólksins      | Minister für Verkehr und Kommunen                                                                                             |
| Grímur Grímsson                   | Viðreisn              | |
| Guðbrandur Einarsson              | Viðreisn              | |
| Guðlaugur Þór Þórðarson           | Unabhängigkeitspartei | |
| Guðmundur Ingi Kristinsson        | Flokkur fólksins      | Minister für Bildung und Kinderbelange seit 23. März 2025                                                                     |
| Guðmundur Ari Sigurjónsson        | Allianz               | |
| Guðrún Hafsteinsdóttir            | Unabhängigkeitspartei | Vorsitzende der Unabhängigkeitspartei seit März 2025                                                                          |
| Halla Hrund Logadóttir            | Fortschrittspartei    | |
| Hanna Katrín Friðriksson          | Viðreisn              | Gewerbeministerin |
| Hildur Sverrisdóttir              | Unabhängigkeitspartei | |
| Inga Sæland                       | Flokkur fólksins      | Ministerin für Soziales und Wohnungswesen, Parteivorsitzende von Flokkur fólksins                                             |
| Ingibjörg Davíðsdóttir            | Zentrumspartei        | |
| Ingibjörg Ólöf Isaksen            | Fortschrittspartei    | |
| Ingvar Þóroddsson                 | Viðreisn              | |
| Jens Garðar Helgason              | Unabhängigkeitspartei | |
| Jóhann Páll Jóhannsson            | Allianz               | Minister für Umwelt, Energie und Klima                                                                                        |
| Jón Gnarr                         | Viðreisn              | |
| Jón Pétur Zimsen                  | Unabhängigkeitspartei | |
| Jónína Björk Óskarsdóttir         | Flokkur fólksins      | |
| Karl Gauti Hjaltason              | Zentrumspartei        | |
| Kolbrún Baldursdóttir             | Flokkur fólksins      | |
| Kristján Þórður Snæbjarnarson     | Allianz               | |
| Kristrún Frostadóttir             | Allianz               | Premierministerin, Parteivorsitzende der Allianz                                                                              |
| Lilja Rafney Magnúsdóttir         | Flokkur fólksins      | |
| Logi Einarsson                    | Allianz               | Minister für Kultur, Innovation und Hochschulbildung                                                                          |
| María Rut Kristinsdóttir          | Viðreisn              | |
| Nanna Margrét Gunnlaugsdóttir     | Zentrumspartei        | |
| Njáll Trausti Friðbertsson        | Unabhängigkeitspartei | |
| Ólafur Guðmundur Adolfsson        | Unabhängigkeitspartei | |
| Pawel Bartoszek                   | Viðreisn              | |
| Ragna Sigurðardóttir              | Allianz               | |
| Ragnar Þór Ingólfsson             | Flokkur fólksins      | |
| Rósa Guðbjartsdóttir              | Unabhängigkeitspartei | |
| Sigmar Guðmundsson                | Viðreisn              | |
| Sigmundur Davíð Gunnlaugsson      | Zentrumspartei        | Vorsitzender der Zentrumspartei                                                                                               |
| Sigríður Á. Andersen              | Zentrumspartei        | |
| Sigurður Ingi Jóhannsson          | Fortschrittspartei    | Vorsitzender der Fortschrittspartei                                                                                           |
| Sigurður Helgi Pálmason           | Flokkur fólksins      | |
| Sigurjón Þórðarson                | Flokkur fólksins      | |
| Snorri Másson                     | Zentrumspartei        | |
| Stefán Vagn Stefánsson            | Fortschrittspartei    | |
| Vilhjálmur Árnason                | Unabhängigkeitspartei | |
| Víðir Reynisson                   | Allianz               | |
| Þorbjörg Sigríður Gunnlaugsdóttir | Viðreisn              | Justizministerin |
| Þorgerður Katrín Gunnarsdóttir    | Viðreisn              | Außenministerin, Parteivorsitzende von Viðreisn                                                                               |
| Þorgrímur Sigmundsson             | Zentrumspartei        | |
| Þórarinn Ingi Pétursson           | Fortschrittspartei    | |
| Þórdís Kolbrún R. Gylfadóttir     | Unabhängigkeitspartei | |
| Þórður Snær Júlíusson             | Allianz               | |
| Þórunn Sveinbjarnardóttir         | Allianz               | |